# Eutichio Proclo
Eutichio Proclo (in greco antico: Εὐτυχίος Πρόκλος?, Eutychíos Próklos; ... – II secolo) è stato un grammatico greco antico.

## Biografia
Originario della città di Sicca Veneria in Africa, Proclo fu l'istitutore dell'imperatore romano Marco Aurelio. Si tratta probabilmente dello stesso Proclo che Trebellio Pollione cita come il più colto grammatico della sua epoca e che fu nominato console da Marco Aurelio, che in suo onore pagò le spese per i giochi.

## Opere
Non si conosce alcuna opera giunta fino a noi attribuibile con sicurezza ad Eutichio Proclo, e poco si sa, come detto, anche della sua vita. Tuttavia è abbastanza diffusa l'opinione che in lui si possa identificare l'autore della Crestomazia, che rappresenta per noi la più importante fonte di informazioni sui poemi che componevano il Ciclo epico. Se è così, Eutichio Proclo deve essere identificato anche con il Proklos di cui parla lo studioso e Patriarca del IX secolo Fozio, che scrive che la Crestomazia era composta da quattro libri e che trattava di numerosi argomenti relativi alla letteratura greca, dei quali il patriarca bizantino si sofferma proprio sui primi due.
Nei primi due libri, Proclo iniziava distinguendo la poesia in epica, elegia, giambo e melica - con ampie definizioni ed elenchi tratti dai canoni dei poeti stilati dagli alessandrini. A proposito della melica, egli distingueva melica per gli dei e per gli uomini. La prima comprendeva inni, prosodi, peani, ditirambi, nomoi, adonidia, iobacchi, iporchemi, scoli; la seconda, di carattere non sacro, comprendeva carmi erotici, epitalami, imenei, threnoi, epicedi, partenii: a proposito di questi ultimi, il grammatico si diffondeva sulle modalità della festa delle Dafneforie in cui, tra le altre, erano eseguiti i partenii e parlando, altresì, delle Oscoforie. Il discorso classificatorio si chiudeva con la melica di tipo gnomico. In questo senso, almeno stando allo scarno riassunto di Fozio, è probabile che Proclo offrisse, come altri grammatici che parlano dello stesso soggetto, abbondanti esempi.   
In seguito, Proclo affrontava, secondo Fozio, l'epica partendo dalle biografie dei "cinque più grandi" poeti epici, Omero, Esiodo, Pisandro di Camiro, Paniassi ed Antimaco  per poi offrire un dettagliato riassunto della versione lunga del Ciclo epico (che includeva la Titanomachia ed il Ciclo Tebano oltre alla storia della guerra di Troia). A proposito del Ciclo, egli si dilungava anche in un'analisi circa la paternità dei Cypria. Di quest'ultima parte sul Ciclo, è notevole che un famoso manoscritto dell'Iliade, conosciuto come Venetus A contiene una Vita di Omero e dei riassunti dei poemi del Ciclo Epico, tranne la parte riguardante i Cypria che risulta danneggiata. Diversi altri manoscritti riportano la Vita o il riassunto dei Cypria oppure entrambi, ma nessun altro contiene il riassunto del resto del Ciclo Epico.